# 858 v.Chr.

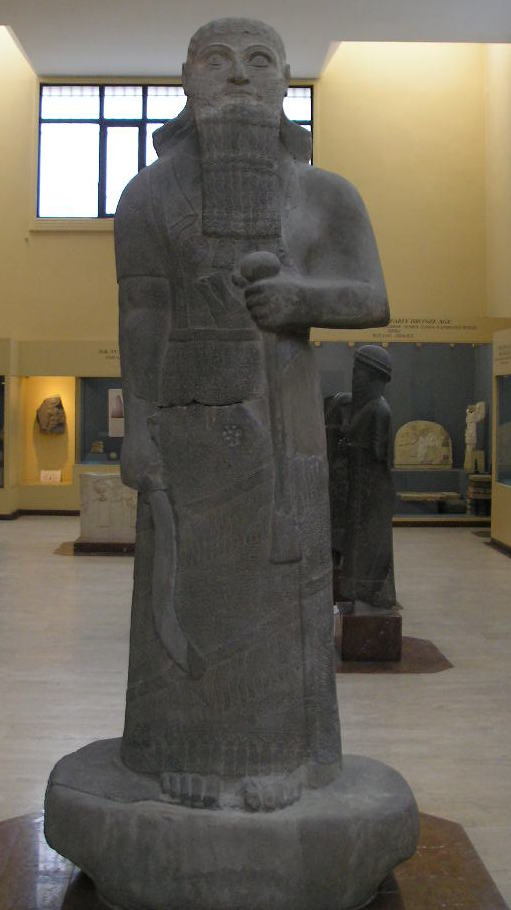
Koning Salmanasser III (858 - 824 v.Chr.)

Het jaar 858 v.Chr. is een jaartal in de 9e eeuw v.Chr. volgens de christelijke jaartelling.

## Gebeurtenissen

### Assyrië
- Begin van de regeerperiode van koning Salmanasser III als heerser over het Assyrische Rijk. Hij onderwerpt Syrië en Palestina om de handelsroutes langs de Eufraat en de Tigris naar de Middellandse Zee te vrijwaren en controleren.